# 群馬県道123号柏木沢大八木線
群馬県道123号柏木沢大八木線（ぐんまけんどう 123ごう かしわぎざわおおやぎせん）は群馬県高崎市箕郷町柏木沢から、同市大八木町に至る一般県道である。
榛名山麓から高崎市街北部の工業団地に至る路線で、全線2車線で整備されている。2006年（平成18年）1月23日以前は柏木沢高崎線という路線名であったが、高崎市合併に伴い現在の路線名に変更された。

## 路線データ
- 起点：高崎市箕郷町柏木沢409番の1（群馬県道26号高崎安中渋川線交点〈柏木沢交差点〉）[注釈 1]
- 終点：高崎市大八木町（群馬県道25号高崎渋川線交点〈大八木町交差点〉）[注釈 2]
- 重要な経過地：群馬郡群馬町[注釈 3]

## 歴史
- 1959年（昭和34年）9月18日：群馬県より現・道路法に基づき、前身にあたる県道柏木沢高崎線（群馬郡箕郷町大字柏木沢 - 同郡群馬町 - 高崎市下小鳥町、整理番号57）として路線認定される[1]。
  - 同日、前々身路線にあたる県道相馬高崎線（群馬郡箕郷町 - 高崎市、整理番号108）が路線廃止される[2]。

## 地理

### 通過する自治体
- 高崎市

### 交差する主な道路
- 群馬県道26号高崎安中渋川線 - 起点
- 群馬県道6号前橋箕郷線 - 同市箕郷町生原 （生原交差点）
- 群馬県道10号前橋安中富岡線 - 同市井出町
- 群馬県道25号高崎渋川線（現道） - 終点

## 沿線

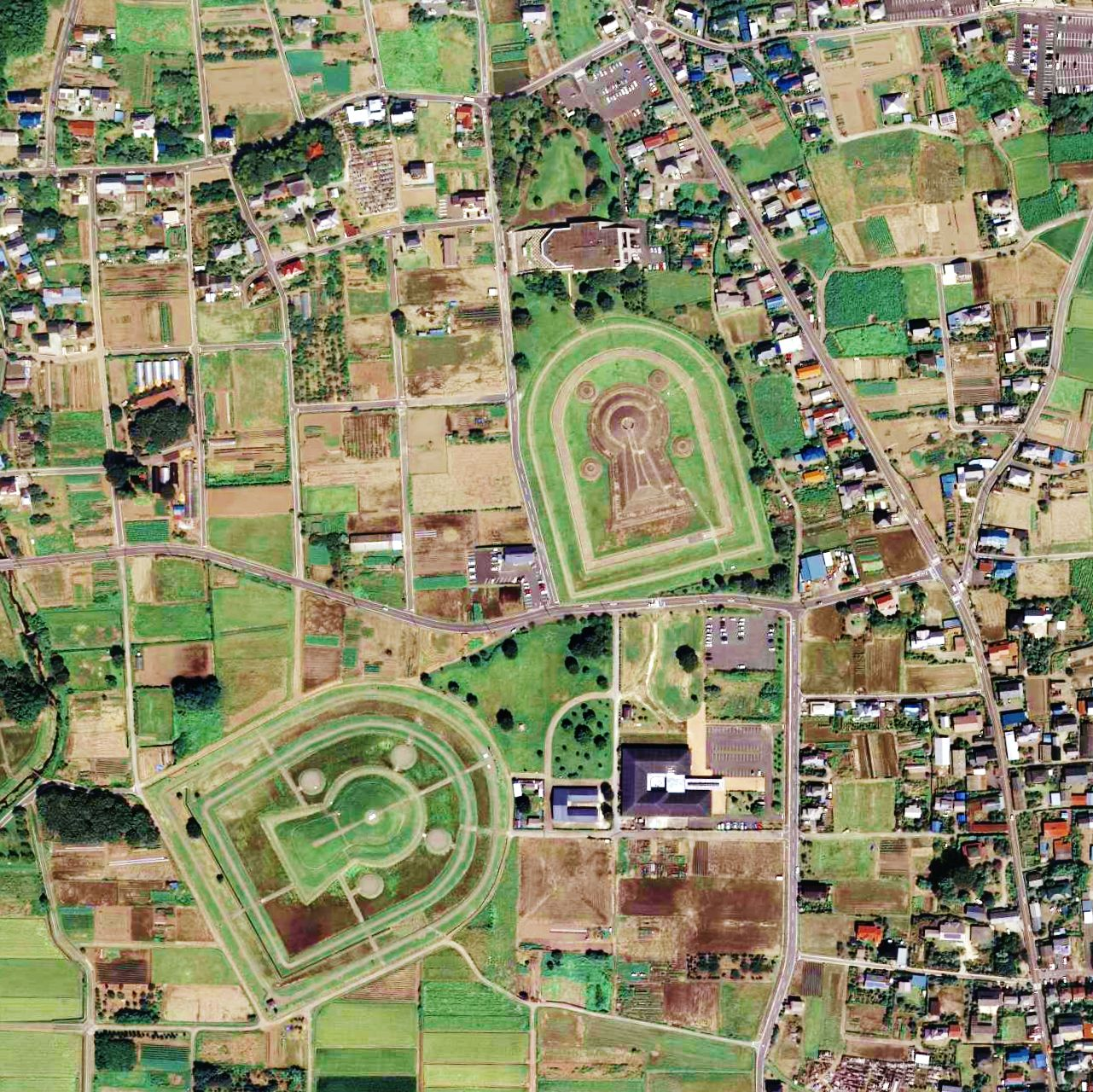
上毛野はにわの里公園周辺

- 高崎市立箕郷第二保育園
- 今宮八幡宮
- 高崎市立上郊小学校
- 高崎市立上郊保育園
- セブン-イレブン高崎保渡田店
- 上毛野はにわの里公園
- 保渡田古墳群
- 群馬県立土屋文明記念文学館
- かみつけの里博物館